# Crater erasure
Crater erasure ist in der Planetologie der Vorgang des Einebnens von Einschlagskratern auf atmosphärenlosen planetaren Körpern unter der Abwesenheit von vulkanischen geologischen Prozessen.
Die Oberfläche atmosphärenloser planetarer Körper wird in Abwesenheit von geologischer Erosion durch Einschlagskrater geprägt, die durch den Aufprall von Kometen, Asteroiden und Mikrometeoroiden verursacht werden. Trotz der Abwesenheit von Erosion werden die Krater eingeebnet durch die folgenden Prozesse:
- Cookie cutting beschreibt die Zerstörung von Einschlagskratern durch die Bildung neuer überlagernder Krater
- Ejecta blanketing (= Überdecken mit Auswurf)[1] ist die Überdeckung der Krater durch Regolith, der bei der Bildung von entfernten neuen Kratern aufgewirbelt wird
- Sandblasting (= Sandstrahlen) beschreibt die Wirkung von Einschlägen von Mikrometeoroiden, die den Kraterwall einebnen
- Hangrutsche am Kraterrand ausgelöst durch Seismic shaking (Beben) aufgrund von Einschlägen von Meteoroiden. Dieser Prozess ist besonders effektiv bei Asteroiden, deren geringe Oberflächenbeschleunigung eine Umlagerung von Oberflächenmaterial begünstigt

Das Auslöschen von Einschlagskratern begrenzt die Genauigkeit der aus der Kraterstatistik (genauer aus der Durchmesser-Häufigkeitsverteilung) abgeleiteten Alter der planetaren Oberfläche. Die aus der Statistik berechnete Alter ist nur eine Untergrenze seit der Erreichung eines Gleichgewichts zwischen dem Entstehen neuer und dem Einebnen alter Krater.